# Jigoku Shōjo
Jigoku Shōjo (地獄少女 lit. Chica infernal?), conocido también como Hell Girl, es un anime japonés producido por Aniplex y Studio DEEN, lanzado en el 2005. La serie tuvo una buena aceptación entre el público japonés, realizándose un año más tarde una segunda temporada con el título de Jigoku Shōjo Futakomori (地獄少女 二籠 La chica del Infierno: Las dos canastas?), y una tercera, Jigoku Shōjo Mitsuganae (地獄少女 三鼎 La Chica del Infierno: Caldero de tres patas?). Posteriormente en 2017, la serie se renovó para una cuarta temporada final: Jigoku Shōjo Yoi no Togi (地獄少女 宵の伽 La Chica del Infierno: El Cuarto Anochecer?). El anime trata sobre Enma Ai, una misteriosa muchacha que tiene como deber recolectar almas humanas y enviarlas al Infierno.
La serie ha sido adaptada a un manga que se publica mensualmente en la revista Nakayoshi y a un dorama de 12 episodios estrenado a finales de 2006. El anime fue estrenado en Latinoamérica por Animax en mayo del año 2008 en el segmento Martes Imperdibles, y retirado en mayo del año 2010.

## Argumento
Cuando una persona sienta rencor, Jigoku Shōjo aparece y envía al Infierno a la persona causante de ese odio. No obstante, el usuario deberá sellar un contrato con ella antes de ejecutar la venganza, y el precio a pagar es siempre que la persona que acepte el contrato, este también deberá ir al Infierno cuando muera.
La serie es básicamente una colección de relatos independientes, cada uno de los cuales cuenta la historia del sufrimiento de una persona distinta a manos de uno o varios sujetos, el contrato con Enma Ai y el castigo al que el agresor es sometido por ella.
Durante cada historia, los dramas se relatan en detalle desde el comienzo de su acoso, y progresivamente el aumento de la angustia sufrida por el protagonista hasta que se siente incapaz de soportar más su tormento, hasta el punto de requerir la ayuda de la chica del infierno.
Contrato con Enma Ai
Jigoku Tsūnshin" es una misteriosa página sólo accesible a medianoche, por aquellas personas que quieran vengarse. Los únicos contenidos son el texto "Nos vengaremos por ti" (あなたの怨み、晴らします。 、?, Anata no urami, harashimasu), un formulario donde hay que escribir el nombre de la persona destinataria de la venganza y un botón de "送信 (Enviar)". Después del envío, el solicitante recibirá un mensaje con fondo rojo en su teléfono móvil firmado por Enma Ai, o recibirá su visita. En su encuentro con Jigoku Shōjo esta les entrega un muñeco de paja con un hilo rojo atado en su cuello. Si quieren que su venganza se lleve a cabo, deberán tirar del hilo rojo. Esa será la aceptación del contrato, y sus enemigos serán directamente enviados al Infierno. Pero el precio a pagar es alto: cuando sus vidas lleguen a su fin, también su alma estará condenada al Infierno. Una marca en el pecho aparecerá para recordarles el destino que han escogido.

## Personajes
Enma Ai (閻魔 あい?)
Voz por: Mamiko Noto
Protagonista de la serie. Una entidad fantasmal, representada en una chica de cabello oscuro y ojos rojos (originalmente cafés), con un trágico pasado, que vive en una extraña dimensión junto a su abuela y se dedica a realizar la venganza de las personas que la contactan. Normalmente viste un seifuku de color negro, pero cuando un cliente acepta su contrato, aparece vestida con un kimono de flores. Ai comenzó su trabajo como Jigoku Shojo como venganza contra los aldeanos que la condenaron a muerte al sacrificarla según las tradiciones de su pueblo. Sus ojos se volvieron rojos cuando Sentarō (único amigo y primo de su niñez), obligado por los aldeanos fue el primero en echar tierra al hoyo en donde la estaban enterrando viva. Luego, ella salió del suelo buscando venganza, quemando así a todos los aldeanos y posteriormente el pueblo, a excepción de Sentarou.
Wanyūdō (輪入道?)
Voz por: Takayuki Sugō
Antiguamente fue parte del carro en el que una princesa huía de sus perseguidores, esta rueda se convirtió en un tsukumogami de fuego que luego se transformó en un yōkai llamado Wanyūdō que vagaba por el mundo asustando a la gente (con la intención de apagar la frustración que le produjo el salirse de la carretera y no poder salvar a las personas que viajaban junto a él) hasta que encontró a Ai, que lejos de asustarse le propuso convertirse en su montura y él aceptó convirtiéndose en el primer asistente de su equipo demoníaco de castigadores de almas como su transporte.
Luego de que cada cliente del correo del infierno logra encontrarse con Enma Ai, Wanyūdō, en reiteradas ocasiones, adopta la forma de un muñeco de paja de color negro y es entregado al cliente en cuestión, quedando bajo su posesión hasta que este decide tirar el hilo de su cuello.
Ichimoku Ren (一目連?)
Voz por: Masaya Matsukaze
Es uno de los ayudantes de Ai, tiene la apariencia de un joven con el cabello cubriendo su ojo izquierdo. Originalmente su forma primigenia era la de una katana que mató a muchas personas y que tras una batalla, su último dueño la dejó clavada en una piedra. Se convirtió en tsukumogami, pasando a ser un yōkai debido a que Ai lo rescató.
Desde entonces él es el seductor del grupo, encargándose de hacerse con el corazón de las mujeres para investigar los casos de los clientes del correo del Infierno. También tiene la capacidad de hacer aparecer un ojo gigante donde él quiera para poder espiar a quien sea necesario. Él a sí mismo se considera guapo y usa un arete.
Suele convertirse, en muchos episodios, en un muñeco de paja tras los contratos que se establecen entre los clientes y Enma Ai, quedándose en manos del cliente hasta que este opta por tirar el hilo que rodea su cuello. Su color de muñeco es verde.
Hone-Onna (骨女?)
Voz por: Takako Honda
Otra de las ayudantes de Enma Ai. Esta antigua geisha de indescriptible belleza e irresistible encanto para los hombres que vendía globos de papel. Su novio la vendió a un burdel para pagar sus deudas hasta que planeó huir de él. Fue entonces cuando su mejor amiga, Kion, con la que pensaba escapar, la traicionó e hizo que su amante acabase con su vida. Tiraron su cadáver a un lago, su alma se fusiona con todos los Hitodamas que estaban ahí y que, al decirles que ella no merecía una muerte digna, se apiadaron de ella y la convirtieron en el yōkai Hone-Onna capaz de proyectar una especie de ilusión a su alrededor que reproduce el aspecto que tenía en vida y que utiliza para asustar con especial crueldad en las venganzas. A pesar de todo, su éxito con los hombres es considerable, incluso en su papel de diablesa sigue conservando cierta coquetería humana y no soporta que le recuerden su edad (200 años) o que la critiquen, llamándola señora u otras cosas más. Su nombre literalmente significa 'Mujer Hueso' y su verdadero nombre es Tsuyu.
En varios episodios se convierte en el muñeco de paja que los clientes del correo del infierno obtienen tras contactarse con Enma Ai. El color que adopta al transformarse en muñeco es el rojo marrón.
Kikuri' (きくり?)
Voz por: Kanako Sakai
Es una misteriosa niña que vive con Ai y la cual aparece en el primer capítulo de la segunda temporada. No se sabe cuáles son los motivos por los que persigue a Ai. Es muy fastidiosa y ninguno de los ayudantes de Ai la toleran, solamente Wanyūdō. Su cabello es corto de color castaño y sus ojos son morados. Al final de la segunda temporada se revela que es el "Señor del Infierno" (en realidad poseída por la araña quien se le mete varios capítulos atrás), quien encomendó la tarea a Ai. Después de la muerte de Ai y la liberación de sus seres queridos, Kikuri, en el barco, dice: "Al Final... esa fue la respuesta de Ai... Bien hecho".
Su plan era extorsionar no solo al grupo de vengadores si no también a las personas que contactaron a Ai para ponerlos a prueba y no dejar cabos sueltos, intenta arrastrar al chico llamado Takuma al mismo modo de la tragedia del pasado de Ai.
Kikuri sale de la posesión de la araña en el momento en el que Ai pierde su cuerpo, se ve cómo la araña sale de ella y en ese instante ella comienza a llorar. Luego de los últimos capítulos de segunda temporada, Kikuri regresa al mundo de los humanos en el cuerpo de un muñeco con triciclo, reúne al grupo y le dice que su señorita los está llamando. Aunque esta vuelve al equipo de Enma Ai queriendo averiguar por qué Enma Ai regresó como Jigoku Shōjo. Es la que avisa a Wanyūdō sobre el regreso de Ai. El responsable de darle cuerda es Yamawaro.
Yamawaro (山童?)
Voz por: Hekiru Shiina
Este chico tranquilo y pacífico es el nuevo asistente de Ai, que aparece en la tercera temporada, cuando no hay ninguna petición se pasa el día jugando con Kikuri a quien llama "Princesa" su historia trata en las épocas de las guerras devastadoras, antiguamente él había sido el hijo de Ashiyo Fujiko al cual ella lo llamaba "Hikaru" su padre había inyectado dentro de él "hongos caterpillar" para que supuestamente las personas sean jóvenes por toda la eternidad. Ai le pidió que lo acompañara para ser uno de sus secuaces.
Se transforma en muñeco de paja color amarillo, siendo el primer Ayudante utilizado por Ai tras su resurrección, además de ser el que avisa a Ichimoku Ren del regreso de su Señorita, pasando así a ser un Vengador del Infierno.
Michiru (ミチル?)
Voz por: Watada Misaki
Michiru es una joven misteriosa que de repente aparece ante Ai y sus compañeros en la temporada 4. Ella no parece recordar quién es ni de dónde vino, aparte de ser un sobrenatural. Michiru cuestiona la moral del trabajo de Ai como Chica del Infierno, y también la fea verdad de la naturaleza humana. Tenía un pelo corto de color verde cereza, ojos verde jade; cuenta con un lunar debajo de su ojo derecho, y en su cuello. Su atuendo es un vestido verde de manga larga, con polainas blancas que cubre sus piernas.
Con el paso del tiempo, logra recordar por el titilar de una campana de viento, recuerda que era hija de un poblador que hacía el bien a su comunidad, por cuestiones de la envidia de los dueños de las tierras donde vivían, es atacada por el hijo de estos y secuestrada, para después ser encontrada por sus padres, al momento es encerrada junto con sus padres, no sin antes ver como las personas a las cuales su padre había ayudado se vuelven en su contra, encerrados por los mismos, son quemados vivos, lo que despierta en ella la venganza.
En pláticas con Ai, es la nueva Chica Infernal y tiene como ayudante a Yamawaro.

## Lanzamiento

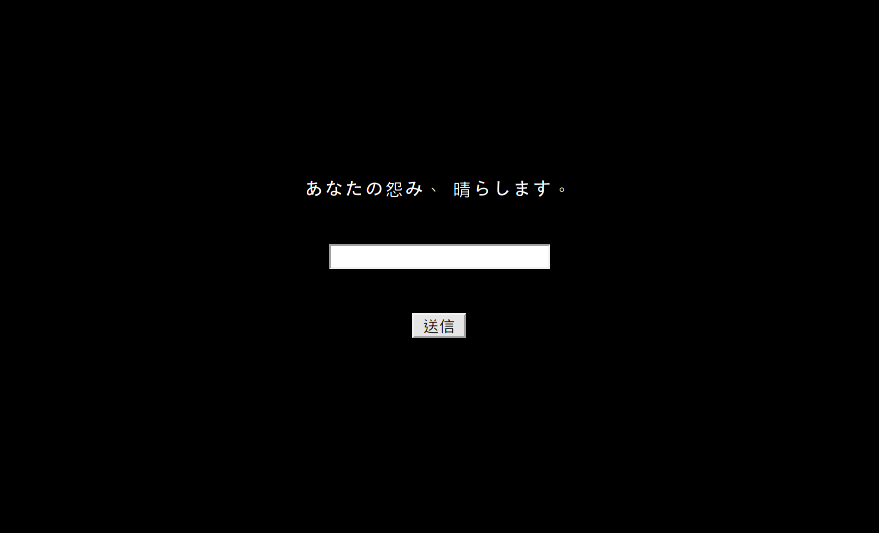
Representación del sitio web para las venganzas.

### Anime
Véase también: Episodios de Jigoku Shōjo
Jigoku Shōjo fue producido por Aniplex y Studio Deen. Dirigido por Takahiro Ōmori, la primera temporada consta de 26 episodios, estrenándose el 4 de octubre de 2005 por la cadena televisiva Animax. La segunda temporada, Jigoku Shōjo Futakomori (地獄少女 二籠?), se estrenó el 7 de octubre de 2006, también por Animax. Animax se encargó también de la traducción al inglés, para su transmisión por diferentes países asiáticos y europeos, tanto la primera como la segunda temporada. La serie ha sido licenciada por FUNimation para su distribución en Estados Unidos junto a Sony Pictures, por Sky One para su distribución en México. Una tercera temporada, anunciada a finales de 2007 se estrenará el 4 de octubre de 2008. La primera Temporada fue licenciada por Animax Latinoamérica, y la serie fue estrenada el 6 de mayo de 2008, bajo el nombre de Hell Girl, en el espacio "Martes imperdibles" junto a las series Bleach y Neon Genesis Evangelion: Renewal y Death Note la segunda temporada también fue adquirida por Animax Latinoamérica, pero nunca fue emitida. El 4 de octubre de 2008 se estrenó en Japón la tercera temporada de esta serie llamada Jigoku Shōjo Mitsuganae. El 14 de julio de 2017 se estrenó una cuarta temporada llamada Jigoku Shōjo Yoi no Togi, que consta de 12 episodios.

### Reparto
| Personaje              | Actor japonés      | Actor de doblaje   |
| ---------------------- | ------------------ | ------------------ |
| Ai Enma/Chica Infernal | Mamiko Noto        | Melanie Henríquez  |
| Wanyûdô                | Takayuki Sugo      | Guillermo Martínez |
| Ren Ichimoku           | Masaya Matsukaze   | Ricardo Sorondo    |
| Honne Onna             | Takako Honda       | Mercedes Prato     |
| Abuela de Ai           | Eriko Matsushima   | Mariana Gamboa     |
| Hajime Shibata         | Yūji Ueda          | Luis Carreño       |
| Tsugumi Shibata        | Nana Mizuki        | Leisha Medina      |
| Sentarō Shibata        | Toshiyuki Toyonaga | Gonzalo Fumero     |
| Ayumi Shibata          | Hitomi Nabatame    | Rebeca Aponte      |
| Narradora              | Shigeru Muroi      | Isabel Vara        |
| Insertos               | N/A                | Isabel Vara        |
| Michiru (ミチル?)      | Watada Misaki      | N/A                |

### Banda sonora
Jigoku Shōjo presenta durante la primera temporada un único tema de apertura, "Mariposa Invertida" (逆さまの蝶 Sakasama no Chō?), interpretado por la cantante SNoW, compuesto en conjunto con Asanjō Shindō. El tema de cierre, "Hilvanado" (かりぬい Karinui?), fue compuesto por Takumi de la banda savage genius e interpretado por Mamiko Noto. En Futakomori, se mantuvieron a los compositores e intérpretes, siendo el tema de apertura, "Pesadilla" (NightmaRE), y el tema de cierre, "Tinte índigo" (あいぞめ Aizome?), realizado por el mismo reparto. Para Mitsuganae la canción de cierre ("Ichinuke") siguió siendo interpretada por Mamiko Noto, mientras que la canción de apertura "Tsukihana" fue interpretada por Nana Kitade.
La Banda sonora original de Jigoku Shōjo fue lanzada el 25 de enero de 2006. El segundo disco fue lanzado el 19 de abril de 2006. Ambas son obra del compositor Takanashi Yasuharu. La segunda temporada se dividió igualmente en discos: el primero estrenado el 24 de enero de 2007, mientras que el segundo, el 21 de marzo de 2007. En esta ocasión, la composición estuvo a cargo de Hiromi Mizutani y Takanashi Yasuharu.

## Adaptaciones

### Manga
Después del estreno de la serie, se realizó su adaptación a manga desde octubre de 2005, ilustrado por Miyuki Etō. Es publicada mensualmente en la revista de la editora Kōdansha Nakayoshi. La mayoría de sus historias son originales, aunque el capítulo 4 y 10 han sido adaptados de sus respectivos episodios, mientras que el capítulo 2, es una adaptación del episodio 9. El capítulo 17, está adaptado del episodio 8 de Futakomori.
En comparación con el anime, el diseño de Ai es muy diferente. Ai asiste, a su vez, a la misma escuela de varios estudiantes que acuden a ella a medianoche. También, el muñeco hecho de paja, que entrega a sus contratistas, no aparece en los primeros capítulos. Para realizar el contrato, los clientes simplemente deben aceptarlo, y el bote en el que lleva Ai a los castigados, es también diferente. Notablemente aparecen Sentaro Shibata, Tsugumi y Hajime pero no son iguales al anime. Kikuri aparece desde el volumen 4.
El manga ha sido licenciado por Del Rey Manga, y el primer volumen, fue publicado en enero de 2008 en Estados Unidos.
| Volumen | ISBN                   | Fecha de pub.          | ISBN (ed. esp)         |
| ------- | ---------------------- | ---------------------- | ---------------------- |
| 01      | ISBN 978-4-06-364101-1 | 25 de enero de 2006    | ISBN 978-4-06-362052-8 |
| 02      | ISBN 978-4-06-364114-1 | 6 de julio de 2006     | ISBN 978-4-06-362057-3 |
| 03      | ISBN 978-4-06-364124-0 | 6 de octubre de 2006   | ISBN 978-4-06-362066-5 |
| 04      | ISBN 978-4-06-364138-7 | 20 de marzo de 2007    | ISBN 978-4-06-362074-0 |
| 05      | ISBN 978-4-06-364155-4 | 20 de julio de 2007    | ISBN 978-4-06-362089-4 |
| 06      | ISBN 978-4-06-364168-4 | 6 de diciembre de 2007 | ISBN 978-4-06-362096-2 |
| 07      | ISBN 978-4-06-364181-3 | 19 de marzo de 2008    | ISBN 978-4-06-362103-7 |

### Dorama
Véase también: Episodios de Jigoku Shōjo
Se realizó una serie de televisión en imagen real para la televisión japonesa, estrenándose por la cadena televisiva Nippon Television el 4 de noviembre de 2006. La serie está dividida en 12 episodios de treinta minutos aproximadamente, y fue dirigida por Makoto Naganuma. El sencillo de la serie es Dream Catcher, interpretado por OLIVIA.
De manera similar al anime, el dorama muestra en cada episodio un caso diferente, pero de un argumento más semejante que el manga. Como curiosidad, el actor que interpreta a Wanyūdō en el dorama es también el narrador masculino al inicio de cada episodio del anime.

### Videojuegos
Jigoku Shōjo también ha sido adaptada a varios videojuegos, ninguno de los cuales ha sido publicado fuera de Japón.
En 2007, se publicó en el servicio Konami Net DX un videojuego de puzle titulado Jigoku Shōjo Puzzle-Dama (地獄少女ぱずるだま?) para teléfonos móviles compatibles con i-mode.
Para la Nintendo DS, Compile Heart desarrolló un videojuego titulado Jigoku Shōjo Akekazura (地獄少女 朱蘰?), que se publicó el 27 de septiembre de 2007.
Compile Heart también hizo otro juego para PlayStation 2 de nombre Jigoku Shōjo Mioyosuga (地獄少女 澪縁?) que se lanzó el 17 de septiembre de 2009.